# ماديسون كيز
ماديسون كيز (بالإنجليزية: Madison Keys)‏ مواليد 16 فبراير 1995 في مدينة روك أيلاند، في أمريكا. هي لاعبة كرة مضرب أمريكية محترفة. بدأت مسيرتها الاحترافية سنة 2009.
تُعتبر أصغر لاعبة تفوز على لاعبة مُحترفة بعمر 14 سنة 48 يوم، بعد فوزها على المصنفة 81 عالمياً آنذالك الا كودريافتسيفا.

## السيرة الذاتية
ولدت كيز في روك أيلاند في إلينوي. والِداها ريك وكريستين محاميان. بدأ اهتمام كيز بالتنس في عُمر 9 سنوات، وتدربت في أكاديمية كريس إيفرت في بوكا راتون.

## روابط خارجية
- ماديسون كيز على موقع رابطة محترفات التنس (الإنجليزية)
- ماديسون كيز على موقع الاتحاد الدولي لكرة المضرب (الإنجليزية)
- ماديسون كيز على موقع كأس بيلي جين كينغ (الإنجليزية)
- ماديسون كيز على موقع بطولة ويمبلدون (الإنجليزية)
- ماديسون كيز على موقع خلاصة التنس.كوم (الإنجليزية)
- ماديسون كيز على موقع إي إس بي إن.كوم (الإنجليزية)
- ماديسون كيز على موقع اللجنة الأولمبية الدولية (الإنجليزية)
- ماديسون كيز على موقع أوليمبيديا (الإنجليزية)